# Eulogiusz (Pacan)
Eulogiusz, imię świeckie Wasyl Aleksiejewicz Pacan (ur. 6 czerwca 1970 w Małej Moszczanicy, obwód rówieński) – biskup Ukraińskiego Kościoła Prawosławnego Patriarchatu Moskiewskiego.

## Życiorys
W 1993 ukończył seminarium duchowne w Kijowie, zaś w 1997 – Kijowską Akademię Duchowną. Natychmiast po uzyskaniu dyplomu został zatrudniony w Akademii i seminarium jako wykładowca. W grudniu 1997 złożył śluby mnisze w riasofor. 14 stycznia 1998 przyjął święcenia diakońskie. 27 marca tego samego roku złożył wieczyste śluby zakonne z imieniem Eulogiusz na cześć św. Eulogiusza z Edessy. 14 czerwca 1998 został wyświęcony na kapłana, zaś dwa tygodnie później otrzymał godność ihumena. Od 2000 służył w cerkwi Opieki Matki Bożej w Płoskim. W 2007 podniesiony do godności archimandryty.
24 listopada 2009 Święty Synod Ukraińskiego Kościoła Prawosławnego nominował go na biskupa nowomoskowskiego, wikariusza eparchii dniepropetrowskiej. Uroczysta chirotonia miał miejsce 13 grudnia tego samego roku w ławrze Peczerskiej.
W 2016 został podniesiony do godności arcybiskupa.